# Wrecked (série de TV)
Wrecked é uma série de televisão americana de comédia de situação. Foi desenvolvida por Jordan Shipley e Justin Shipley para a rede TBS, que estreou a primeira temporada em 14 de junho de 2016. No Brasil estreou em 10 de outubro de 2016 na TBS Brasil.
Em 6 de julho de 2016 foi renovada para uma segunda temporada, filmada em Fiji. A segunda temporada estreou em 20 de junho de 2017. Em 13 de setembro de 2017, a TBS renovou a série para uma terceira temporada,, que estreou em 7 de agosto de 2018. Em 26 de abril de 2019, foi reportado seu cancelamento após as três temporadas.

## Enredo
Paródia "improdutiva" de Lost, Wrecked conta a história de um grupo de pessoas variadas que tentam se readaptar à vida ao ficarem perdidas em uma ilha remota, um novo e perigoso mundo onde devem enfrentar muitas ameaças (a maioria criada por elas mesmas). Desconectados do resto do mundo, os protagonistas lutam para se adaptar à sua sociedade improvisada e aprendem a viver sem confortos da vida moderna, como água encanada, wi-fi e redes sociais.

## Elenco
- Zach Cregger como Owen O'Connor, um comissário de bordo
- Asif Ali como Pack Hara, um agente esportivo
- Brian Sacca como Daniel "Danny" Wallace, o filho de um bilionário
- Rhys Darby como Steve Rutherford, um neozelandês de Papakura
- Brooke Dillman como Karen Cushman/Irmã Mercy, uma analista de estatística executiva da Bing
- Ginger Gonzaga como Emma Cook, podóloga (temporada 1, participação na temporada 2-3)
- Jessica Lowe como Florence Bitterman, uma feminista pretensiosa e melhor amiga de Emma
- Will Greenberg como Todd Hinkle, um cara detestável que se preocupa mais em encontrar o sentido da vida do que a namorada
- Ally Maki como Jess Kato, namorada de Todd, depois noiva e depois esposa
- James Scott como Liam, um soldado britânico (Episódio piloto)